# Cratyna falcata
Cratyna falcata är en tvåvingeart som först beskrevs av Risto Kalevi Tuomikoski 1960.  Cratyna falcata ingår i släktet Cratyna, och familjen sorgmyggor. Arten är reproducerande i Sverige.